# Tisselskogs landskommun
Tisselskogs landskommun var en tidigare kommun i Älvsborgs län.

## Administrativ historik
Kommunen inrättades i Tisselskogs socken i Vedbo härad i Dalsland när 1862 års kommunalförordningar trädde i kraft den 1 januari 1863.
Vid kommunreformen 1952 uppgick den i Steneby landskommun som 1971 uppgick i Bengtsfors kommun.